# Барель Олеся Іванівна
Барель Олеся Іванівна (9 лютого 1960) — російська баскетболістка.
Бронзова призерка Олімпійських ігор 1988 року.